# Michaël Loichat
Michaël Loichat (* 31. März 1990 in La Chaux-de-Fonds) ist ein Schweizer Eishockeyspieler, der zuletzt bei Fribourg-Gottéron in der National League A unter Vertrag stand.

## Karriere
Michaël Loichat begann seine Karriere als Eishockeyspieler in der Jugend des HC La Chaux-de-Fonds. Er gab sein NLA-Debüt in der Saison 2009/10 beim EV Zug. Da er sich jedoch nicht durchsetzen konnte, spielte er in den folgenden Jahren in der National League B beim EHC Visp und EHC Basel, ehe er kurz vor den Play-offs 2012/13 den SC Bern in der National League A verstärkte. Aufgrund guter Leistungen in den Play-offs erhielt er daraufhin einen Vertrag beim SC Bern. Mit dem SCB gewann er 2013 die Schweizer Meisterschaft und 2015 den Schweizer Pokalwettbewerb.
Ab der Saison 2015/16 stand er bei Fribourg-Gottéron unter Vertrag, hatte aber mit den Folgen einer Gehirnerschütterung und mehrerer anderer Verletzungen zu kämpfen, so dass er nur wenige Spiele für Fribourg absolvieren konnte und 2017 keinen neuen Vertrag erhielt.

### International
Für die Schweiz nahm Michaël an mehreren U17-, U18- und U20-Turnieren teil.

## Erfolge und Auszeichnungen
- 2011 Schweizer NLB-Meister mit dem EHC Visp
- 2013 Schweizer Meister mit dem SC Bern
- 2015 Schweizer Cupsieger mit dem SC Bern

## Karrierestatistik
(Legende zur Spielerstatistik: Sp oder GP = absolvierte Spiele; T oder G = erzielte Tore; V oder A = erzielte Assists; Pkt oder Pts = erzielte Scorerpunkte; SM oder PIM = erhaltene Strafminuten; +/− = Plus/Minus-Bilanz; PP = erzielte Überzahltore; SH = erzielte Unterzahltore; GW = erzielte Siegtore; 1 Play-downs/Relegation; Kursiv: Statistik nicht vollständig)